# جوب (سنحان)

تعديل مصدري - تعديل

جوب إحدى قرى عزلة الخمس العدني بمديرية سنحان وبني بهلول التابعة لمحافظة صنعاء، بلغ تعداد سكانها 2113 نسمة حسب تعداد اليمن لعام 2004.
وتعتبر ( جوب) أولى قرى بني بهلول من جهة غرب المديرية، فهي تحد بقرى مجاورة لها، حيث تحد من الشرق قرية بيت وتر ومن الغرب قرية ريمة حميد ومن الجنوب قرية شعسان ومن الشمال قرية غيمان.

تفاصيل قرية جوب